# Valerie Adams
Dama Valerie Kasanita Adams, DMNZ (antes Valerie Vili; Rotorua, 6 de outubro de 1984) é uma atleta neozelandesa, bicampeã olímpica e tetracampeã mundial do arremesso de peso.

## Carreira
Adams começou a carreira aos 14 anos, quando conheceu Kirsten Hellier, ex-atleta do lançamento de dardo e participante dos Jogos Olímpicos de Barcelona pela Nova Zelândia, e que se tornaria sua técnica por mais de dez anos, até 2010. Conseguiu proeminência internacional quando venceu a prova no Campeonato Mundial Juvenil de Atletismo de 2001, arremessando 16,87 m. No ano seguinte, também conquistou o mesmo torneio, elevando a marca para 17,73 m e conseguindo seu primeiro grande resultado como atleta senior, com a medalha de prata nos Jogos da Commonwealth.
Aos 18 anos, depois de todos os títulos como juvenil, Adams ficou em quinto lugar no Campeonato Mundial de Atletismo de 2003, em Paris.

## Campeã olímpica
Ela participou pela primeira vez de uma Olimpíada em Atenas 2004. Nestes jogos, recuperando-se de uma operação de apendicite apenas algumas semanas antes da competição, não conseguiu mais que o oitavo lugar.
Nos anos seguintes, entretanto, no período entre Atenas e Pequim, Valerie ganhou um lugar na elite internacional de seu esporte. Em 2005, conquistou a medalha de bronze no Campeonato Mundial de Helsinque, com um novo recorde pessoal de 19,87 m. Nos Jogos da Commonwealth de 2006, a atleta de 1,96 m ganhou o ouro e quebrou um recorde de 20 anos de duração - 19,00 m - com a marca de 19,66 m. Em 2007, conquistou o ouro no Mundial de Atletismo, em Osaka, em seu último arremesso, com um lançamento de 20,54 m, seu novo recorde pessoal. Estes resultados fizeram dela uma das únicas atletas do mundo campeãs dos torneios máximos da IAAF, no juvenil e no adulto. Em 2008, antes dos Jogos, conseguiu seu primeiro título no Campeonato Mundial de Atletismo em Pista Coberta, em Valência, na Espanha.
Em Pequim 2008 Adams classificou-se para a final em seu primeiro arremesso na eliminatória, com 19,73 m, que também foi o mais longo da sessão. Na final, ela derrotou a bielorrussa Natallia Mikhnevich com um arremesso de 20,56 m, o melhor de sua carreira até ali, e conquistou a primeira medalha de ouro da Nova Zelândia no atletismo olímpico desde a vitória de John Walker, nos 1500 metros em Montreal 1976, 32 anos antes.
Em maio de 2009 Adams foi ao Brasil e, disputando o Grande Prêmio Brasil Caixa de Atletismo no Rio de Janeiro, aumentou sua melhor marca para 20,69 m, estipulando novo recorde da Oceania e melhor marca do mundo no ano, e em agosto sagrou-se bicampeã mundial do arremesso de peso feminino no Mundial de Berlim.
Em Londres 2012, Adams ficou com a medalha de prata da prova, com um arremesso de 20,70 m, sendo derrotada pelo bielorrussa Nadzeya Ostapchuk, a quem havia sempre vencido em anos anteriores. Posteriormente, Ostapchuk foi pega no antidoping feito em Londres e anunciado dois dias depois dos Jogos, e perdeu sua medalha de ouro. Com a mudança no resultado da prova, Valerie passou a ser bicampeã olímpica do arremesso de peso.
Em 2013, Adams conquistou um inédito tetracampeonato mundial do arremesso de peso no Campeonato Mundial de Atletismo disputado em Moscou, com um lançamento de 20,88 m. Em 2014, sua vitória nos Jogos da Commonwealth realizados em Glasgow, na Escócia, nos quais ela foi a porta-bandeira da delegação de seu país, marcou seu 54º triunfo consecutivo na prova, que começou em agosto de 2010.
Em 2016, Adams chegou aos Jogos da Rio 2016 mais uma vez como favorita e liderou a prova até o quinto arremesso, com a marca de 20,42 m, quando a norte-americana Michelle Carter fez seu sexto e último arremesso atingindo a marca de 20,63 m, seu recorde pessoal. Adams tinha ainda um arremesso mas lançou o peso apenas a 20,39 m, perdendo o tricampeonato olímpico e a medalha de ouro para a americana e tendo que se contentar com a de prata, sua primeira derrota em três Olimpíadas.
Em Tóquio 2020, realizado em 2021 por causa do surgimento da pandemia de Covid-19 no ano em que deveria acontecer, ela ficou com a medalha de bronze, tornando-se a primeira atleta a conquistar quatro medalhas olímpicas no mesmo evento de campo. 

## Recordes
Ela é a recordista continental da Oceania e da Comunidade Britânica e tem um recorde pessoal de 21,24 metros na prova ao ar livre, marca obtida em 2011 e 20,54 metros na prova indoor, obtidos em 2012.

## Vida pessoal
Valerie Adams nasceu em Rotorua, situada na ilha ao norte da Nova Zelândia, e é filha de mãe tonganesa, que morreu quando ela tinha 15 anos, e pai inglês. Foi casada com Bertrand Vili, um lançador de disco da Nova Caledônia, onde passou a competir com o nome de Valerie Vili e com o qual ganhou sua primeira medalha de ouro olímpica em Pequim, mas se divorciou em 2010.
Em 2017 ganhou o título de Dama Companheira pela Ordem do Mérito da Nova Zelândia.